# Columbano Bordalo Pinheiro
Columbano Bordalo Pinheiro (Cacilhas, 21 de novembro de 1857 – Lisboa, 6 de novembro de 1929) foi um pintor naturalista e realista português. 

## Biografia

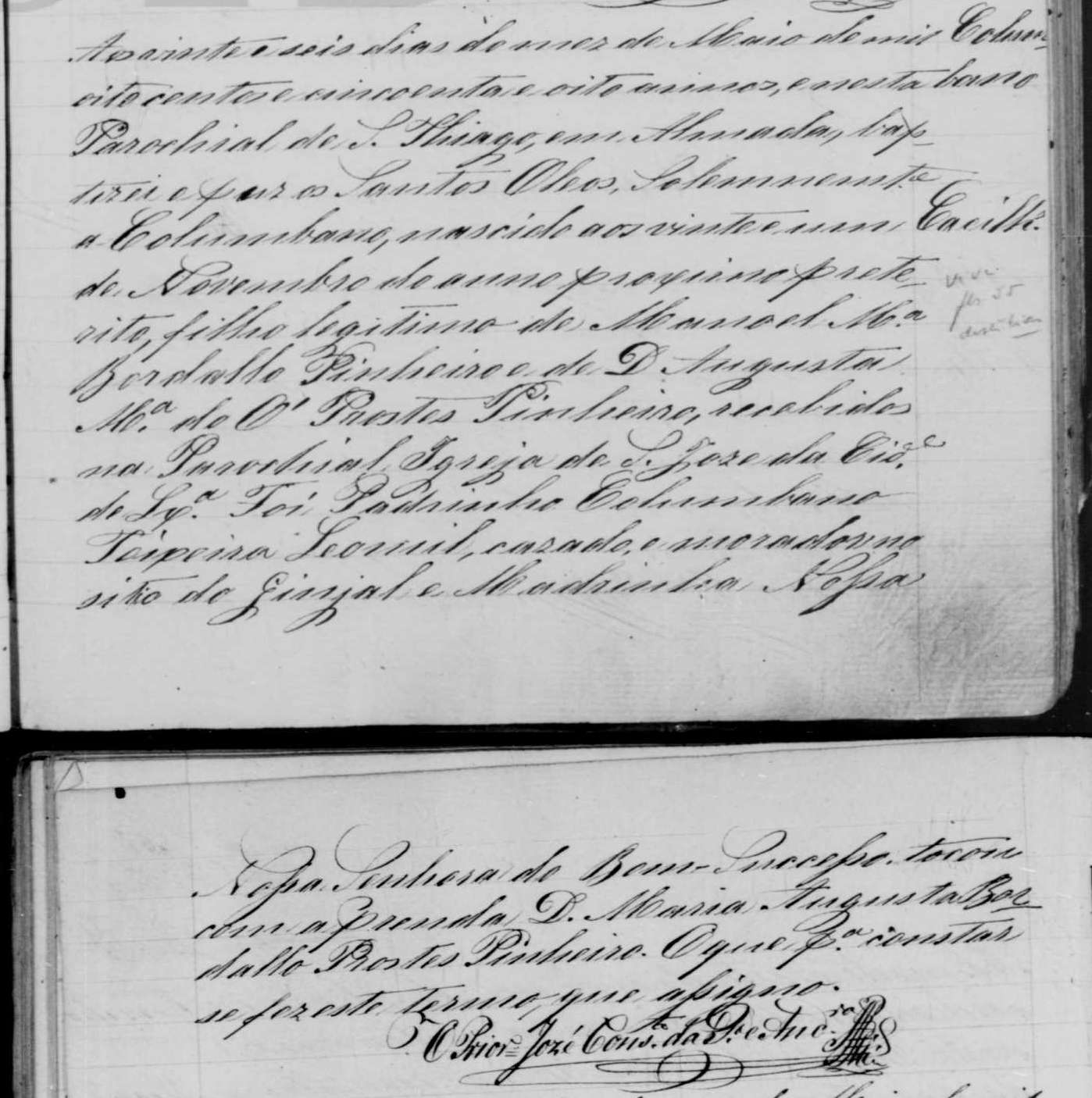
Assento de baptismo de Columbano Bordalo Pinheiro, datado de 26 de Maio de 1858. Paróquia de São Tiago, Almada.

Columbano era o quarto filho do escultor e também pintor Manuel Maria Bordalo Pinheiro e de sua esposa Augusta Maria do Ó Carvalho Prostes. Entre seus irmãos estava o caricaturista Rafael Bordalo Pinheiro e a artista Maria Augusta Bordalo Pinheiro. Iniciou a sua formação na Academia de Belas-Artes de Lisboa, onde foi aluno de Simões de Almeida, um afamado escultor do romantismo português. 
Anos após completar a sua formação, rumou a Paris, beneficiado por uma bolsa de estudos custeada pelo rei consorte D. Fernando II de Portugal, já viúvo da rainha D. Maria II de Portugal. Ali ele frequentou alguns ateliers, tendo sido provavelmente aluno de Carolus-Duran (embora os dados sejam contraditórios), e estudado na Academia Colarossi, assim como com os artistas Gustave Courtois e Raphael Collin. Nesse meio artístico recebeu a influência de pintores como Manet e Edgar Degas, sendo esta notável na sua obra.
Na "cidade-luz", Columbano representou-se, em 1882, numa grande exposição, no famoso "Salon de Paris". Nesta apresentou ao público, maioritariamente burguês, o quadro Soirée chez Lui, surpreendentemente aclamado pela difícil crítica de artes parisiense. 
De regresso a Portugal, juntou-se ao "Grupo do Leão", o qual tencionava renovar a estética das composições na arte do país. Deste período ficaram celebres os retratos de Ramalho Ortigão, Teófilo Braga, Eça de Queirós e Antero de Quental, por ele pintados. Para além disto, deu nova ênfase aos palácios lisboetas, ao pintar os painéis que se encontram na sala de recepções do Palácio de São Bento, os Painéis dos Passos Perdidos. Foi também pintor de História, sendo o autor de várias obras para o Museu Militar de Lisboa, designadamente de Drama de Inês de Castro.

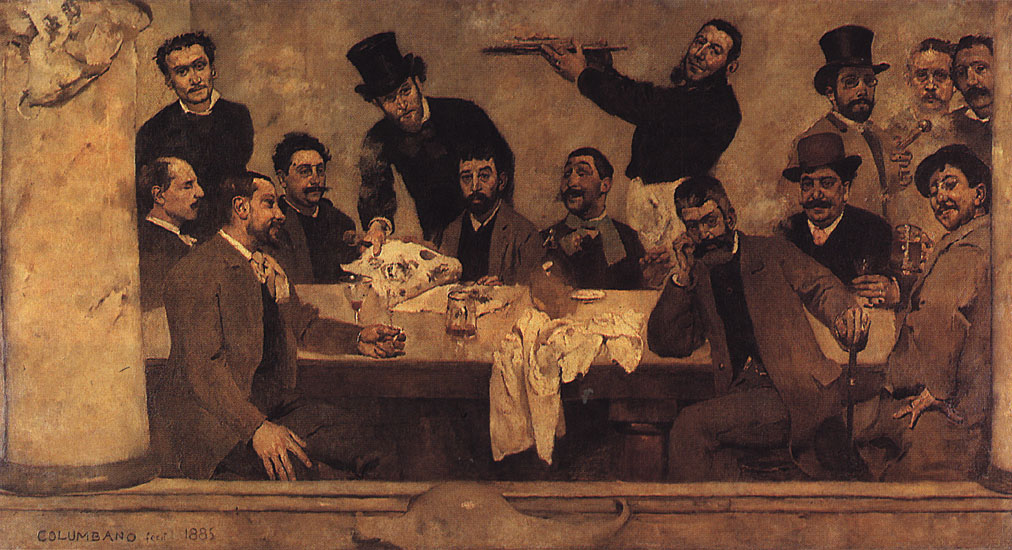
O Grupo do Leão, 1885. Museu do Chiado, Lisboa.

Tornou-se, em 1901, professor de pintura histórica na Academia de Belas-Artes de Lisboa, onde se formara na sua juventude. Em 1914, Bordalo Pinheiro foi nomeado pelo novo regime republicano, então recentemente instaurado, para o cargo de director do Museu Nacional de Arte Contemporânea (1911), sucedendo a Carlos Reis. Demitiu-se em 1927.
Foi colaborador artístico das revistas O António Maria (1879-1885;1891-1898), Ilustração Popular  (1884), Lisboa creche: jornal miniatura  (1884), Atlantida (1915-1920) e Contemporânea (1915-1926).
A 23 de dezembro de 1919, foi agraciado com o grau de Grande-Oficial da Ordem Militar de Sant'Iago da Espada. A 14 de fevereiro de 1920, foi elevado a Grã-Cruz da mesma Ordem.

## Obras com artigos na Wikipédia
- Obras de Columbano Bordalo Pinheiro

## Galeria

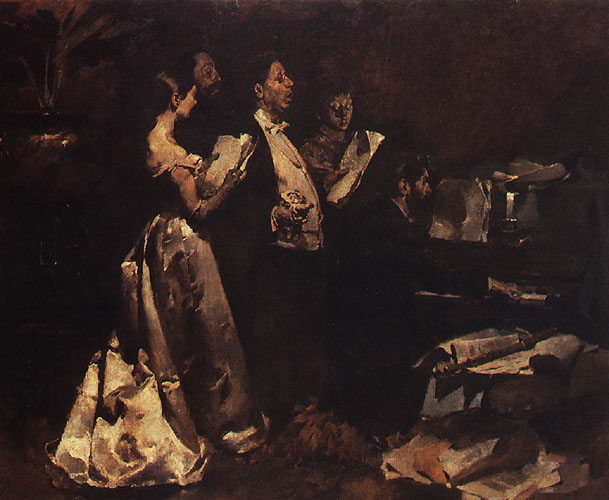
Um Concerto de Amadores, 1882. Museu do Chiado, Lisboa.
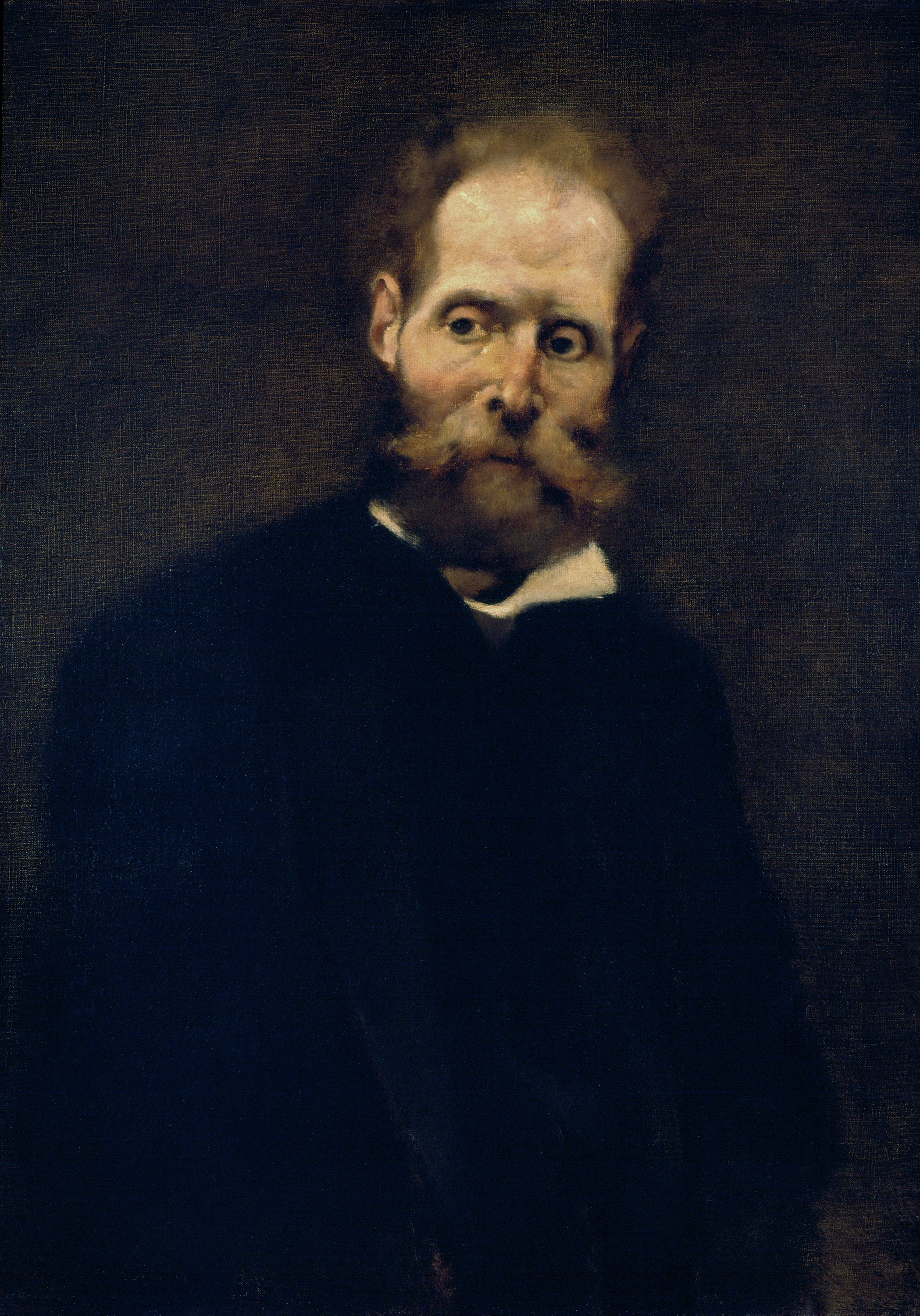
Retrato de Antero de Quental, 1889. Museu do Chiado, Lisboa.
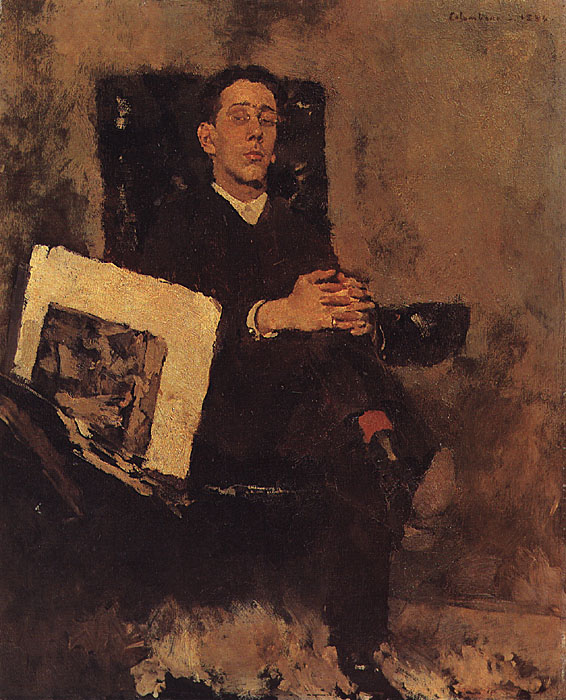
Retrato de Manuel Gustavo Bordalo Pinheiro, 1884. Museu do Chiado, Lisboa.
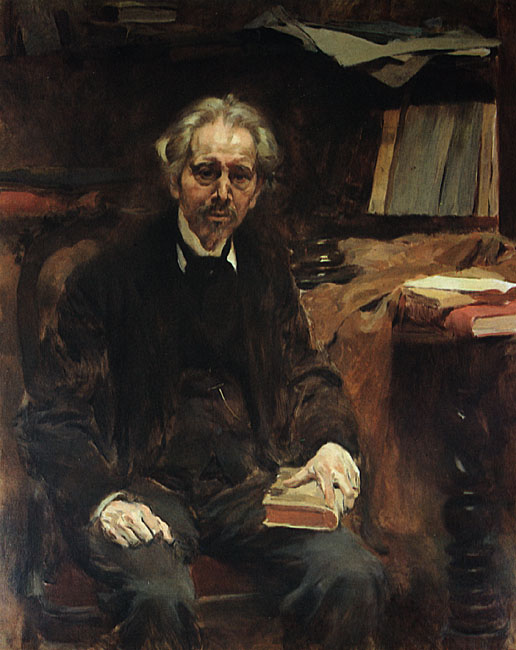
Retrato de Teófilo Braga, 1917, Palácio Nacional de Belém, Lisboa